# Едвард Бредфорд Тітченер
Едвард Бредфорд Тітченер (англ. Edward Bradford Titchener; 11 січня 1867, Чичестер (Велика Британія) — 3 серпня 1927, Ітака, Нью-Йорк (штат), США) — англо-американський психолог-експериментатор.

## Життя
Тітченер вивчав в Оксфордському університеті філософію, класичні мови і фізіологію, потім в 1890 році приїхав в Лейпциг до Вільгельма Вундта, де він в 1892 році захистив докторську дисертацію. Після цього він переїхав до США, де викладав психологію в Корнельському університеті (Cornell University, Ithaca) в 1892—1927рр..Тітченер зіткнувся з найсильнішою опозицією з боку біхевіоризму. Вченого звинувачували, часто безпідставно, в спробах пересадити на американський ґрунт чужий йому німецький умоглядний підхід німецьких філософів (хоча на ділі його погляди майже цілком сформувалися під впливом британської традиції, де психологія була близька до природничих наук, в цьому він був близький і Вундту).

## Досягнення
Тітченер вперше ввів термін «структуралізм» для позначення дослідницького підходу Вундта, на противагу функціоналізму Вільяма Джеймса. Він сам продовжував розвивати даний підхід, хоча й перейняв від вюрцбурзької школи інтроспекціонізм як метод вивчення душевних процесів. Він намагався розкласти психіку на деякі складові елементи, яких він налічував до 30000, і які він порівнював з хімічними елементами. Разом з тим, не можна не оцінити найдокладніші описи психічних процесів і відчуттів, складені завдяки подібним дослідженням Тітченера.
На честь нього також названа «ілюзія Тітченера»: коло, оточене іншими колами, здається тим меншим, чим більший діаметр оточуючих його кіл.

## Твори
Експериментальна психологія / Experimental psychology (1901-05, 4 томи)

Введення в психологію / A primer of psychology (1903)

Лекції з експериментальної психології відчуття і уваги / Lectures on the elementary psychology of feeling and attention (1908)

Лекції з експериментальної психології розумових процесів / Lectures on the experimental psychology of the thought-processes (1909)

Хрестоматія з психології / A text book of psychology (1910)

Системна психологія: основи / Systematic psychology: prolegomena (1929 або 1927; видав Х. П. Уелден / HPWeld)